# Playa Blanca (Sechura)
Playa Blanca es un centro poblado y balneario peruano ubicado en el distrito de Sechura, perteneciente a la provincia homónima del departamento de Piura, al norte del Perú. En el 2017 tenía una población de 307 habitantes.